# Klockslide
Aconogonon campanulatum är en slideväxtart som först beskrevs av Joseph Dalton Hooker, och fick sitt nu gällande namn av Kanesuke Hara. Aconogonon campanulatum ingår i släktet sliden, och familjen slideväxter. Utöver nominatformen finns också underarten A. c. fulvidum.